# 圖書資訊學教育
圖書資訊學教育，全稱為圖書館學與資訊科學教育，是指圖書館與資訊服務專業人員的養成教育，主要學科是圖書資訊學。

## 歷史

### 美國
1930年代，路易·索爾斯提出「圖書館學院」（英語：Library-College）一詞，主張圖書館應成為學術機構與社群的學習中心。1887年，约翰·杜威在哥伦比亚大学首創圖書館經營學院（英語：School of Library Economy）。
1960年代，隨著資訊科學與現代技術的發展，許多圖書館學院陸續更名為圖書館與資訊科學學院，並加入資訊科學、文獻學以及現代技術等新課程。

### 台灣
1955年，國立臺灣師範大學成立「社會教育學系」，並分為三組：「圖書館組」、「新聞組」及「社會事業組」，為最早將圖書資訊納入正規教育範圍者。1961年，國立臺灣大學成立「圖書館學系」，是台灣第一個以圖書館學系為名稱的學校。
1992年後，各校圖書館學系因面臨轉型需求，輔仁大學率先將圖書館學系更名為「圖書資訊學系」，其全稱為「圖書館學與資訊科學系」，意為：「以圖書館學為體，以資訊科學為用」，其他學校也陸續轉型更名，並加入「資訊科學」與「傳播學」相關課程，包含圖書資訊服務、知識管理、數位圖書館、數位典藏、數位學習及Web2.0等。
1995年，世新大學成立圖書資訊學系，之後在2001年更名為「資訊傳播學系」，脫離了圖書資訊學的範疇。
2009年，國立交通大學停招數位圖書資訊碩士在職專班，國立臺灣師範大學社會教育學系停招圖書館學組。2012年，玄奘大學停招圖書資訊學系。
另外，國立臺南大學的前身國立臺南師範學院，曾在升格計畫中預定成立數位圖書館學系，並隸屬數理科技學院，但至今仍未成立。

### 印度
據2007年統計，印度約有103所大學開設圖書館學專業課程。